# Гай Азиний Полион (консул 23 г.)
Вижте пояснителната страница за други личности с името Гай Азиний Полион.
Гай Азиний Полион II (на латински: Gaius Asinius Pollio; † 45 г.) e политик и сенатор на ранната Римска империя.

## Биография
Произлиза от фамилията Азинии. Той е син на Гай Азиний Гал (консул 8 пр.н.е.) и Випсания Агрипина, дъщеря на Марк Випсаний Агрипа и неговата първа съпруга Помпония Цецилия Атика и бивша жена на Тиберий. Внук е на историка Гай Азиний Полион. Брат е на Марк Азиний Агрипа (консул 25 г.), Азиний Салонин (+ 22 г.), Сервий Азиний Целер (суфектконсул 38 г.), Азиний Гал (46 г. изпратен в изгнание заради заговор против Клавдий) и на Гней Азиний.
През 20 г. Гай Азиний Полион е претор peregrinus и през 23 г. консул заедно с Гай Антисций Вет. Суфектконсул става Гай Стертиний Максим. През 38/39 г. той е проконсул на провинция Азия.
През 45 г. той е обвинен от Валерия Месалина в заговор и е убит.